# ليروي لانسينغ جينس
ليروي لانسينغ جينس (بالإنجليزية: Leroy Lansing Janes)‏ هو مبشر أمريكي، ولد في 1838 في أوهايو في الولايات المتحدة، وتوفي في 1909.